# Македонская литература (журнал)
Македонская литература (греч. Μακεδονικά Γράμματα) — греческий ежемесячный литературный журнал, издававшийся в столице Македонии, городе Фессалоники, в период 1922—1924, 1944—1952. Являлся одним из первых исключительно литературных журналов Салоник, издававшихся после освобождения города в 1912 году.

## История журнала
Литературная жизнь Салоник в первые годы после освобождения города, включая военные периоды кратковременной Второй Балканской войны (1913), Первой мировой войны и Малоазийского похода (1919—1922), была ограниченной.
Издание «Македонской литературы», исключительно литературного журнала, стало первым семенем для развития литературной традиции города
Та же самая редакционная группа издавала непродолжительное время журнал «Искусство» в период 1921—1922
В 1922 году, издателем журнала был Родолфос Хадзиафанасиу, подписывавшийся филологическим псевдонимом Радос Хадзинасис. Заместителеми издания были писатели Г. Вафопулос и Костас Коккинос
Согласно издателям журнала, их целью была защита литературных работ, которые использовали современный разговорный греческий язык (Димотика), в отличие от требований других художественных и общественных кругов, которые поддерживали использование официального литературного языка (Кафаревуса). Стиль журнала характеризовался молодёжной речью и воинственностью его писателей. Журнал впервые представил в Северной Греции работы Константина Кавафиса.
Первый период издания литературного журнала «Македонская литература» был непродолжительным — всего 2 года (1922—1924). Были изданы 21 номеров журнала. Впоследствии, в 1944 году, последнем году тройной, германо-итало-болгарской, оккупации Греции было выпущено ещё 10 номеров.
Журнал издавался в послевоенный период вплоть до 1952 года
Инициатором второго издания был Костас Маринакис, который используя имя этого исторического журнала, ставил своей целью продолжить его литературные традиции. Редакторами были молодые писатели Салоник, такие как Стелиос Василиадис, Никос Георгиадис, Михалис Цициклис, Георгиос Цицибикос, Параскевас Милиопулос, Петрос Спандонидис и другие сотрудники журнала «Македонские дни».